# Бегуницы
Бегуницы — деревня в Волосовском районе Ленинградской области. Административный центр Бегуницкого сельского поселения.

## История
Впервые упоминается в Писцовой книге Водской пятины 1500 года как село Бегуницы в Ильинском Заможском погосте Копорского уезда.
Затем как деревня Begunitza by в Заможском погосте в шведских «Писцовых книгах Ижорской земли» 1618—1623 годов.
На карте Ингерманландии А. И. Бергенгейма, составленной по шведским материалам 1676 года, обозначена деревня Begunits.
На шведской «Генеральной карте провинции Ингерманландии» 1704 года — мыза Begunits hof.
Деревня Бегуниц упомянута на карте Ингерманландии А. Ростовцева 1727 года.
Усадьба Бегуницы обозначена на карте Санкт-Петербургской губернии Я. Ф. Шмидта 1770 года.
В 1800 году сгорела, бывшая здесь ранее, деревянная церковь во имя пророка Илии.
В 1812 году на средства помещика, генерал-майора Александра Ивановича Рамбурга (1758—1826), была построена каменная церковь во имя архангела Михаила.
Согласно 8-й ревизии 1833 года село Бегуницы принадлежало жене полковника М. А. Ессен.

БЕГУНИЦИ — село принадлежит жене полковника Эссена, число жителей по ревизии: 71 м. п., 72 ж. п.

При оном каменная церковь во имя Святого архистратига Михаила. (1838 год)

В 1844 году село Бегуницы насчитывало 24 крестьянских двора.
В пояснительном тексте к этнографической карте Санкт-Петербургской губернии П. И. Кёппена 1849 года записано, что в селе Gross Beguniz (Село Бегуницы) проживают только русские — 53 человека обоего пола.
Согласно 9-й ревизии 1850 года село Бегуницы принадлежало помещице Ашанде Романовне Эссен (Аглаиде (Аделаиде) Романовне фон Эссен (1827—?)).

БЕГУНИЦЫ — село госпожи Эссен, по почтовому тракту, число дворов — 10, число душ — 25 м. п. (1856 год)

Согласно 10-й ревизии 1856 года село Бегуницы принадлежало помещице Агланде Романовне Велио.

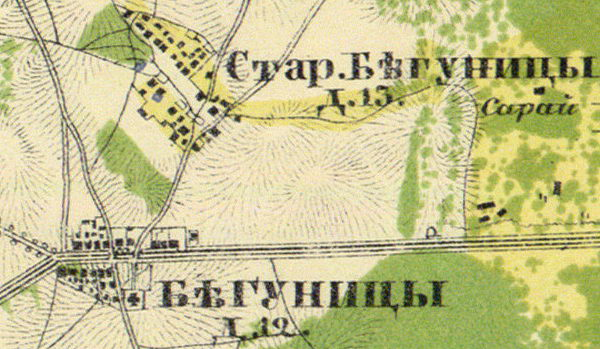
План села Бегуницы. 1860 год

Согласно «Топографической карте частей Санкт-Петербургской и Выборгской губерний» в 1860 году село Бегуницы насчитывало 12 крестьянских дворов.

БЕГУНИЦЫ — село владельческое при колодцах, по левую сторону Нарвского тракта из Стрельны, в 55 верстах от Петергофа, число дворов — 12, число жителей: 25 м. п., 19 ж. п. 

Церковь православная. Бегуницкое волостное правление. Училище. (1862 год)

В 1870 году временнообязанные крестьяне деревни выкупили свои земельные наделы у А. Р. Велио и стали собственниками земли.
Сборник Центрального статистического комитета описывал село так:

БЕГУНИЦЫ — село бывшее владельческое, дворов — 14, жителей — 60; волостное правление (до уездного города 55 вёрст), церковь православная, школа, лавка, ярмарка 30 августа. (1885 год)

В конце XIX века село административно относилось к 1-му стану Петергофского уезда Санкт-Петербургской губернии, в начале XX века — ко 2-му стану и являлось центром Бегуницкой волости.
С 1917 по 1923 год село Бегуницы входило в состав Бегуницкого сельсовета Бегуницкой волости Петергофского уезда.
С 1923 года в составе Гатчинского уезда.
Согласно переписи населения СССР 1926 года в селе Бегуницы Бегуницкого сельсовета Бегуницкой волости Троцкого уезда проживало 225 человек, большинство русские, а также эстонцы, латыши, финны, поляки и евреи.
С 1927 года в составе Волосовского района.
В 1928 году население села Бегуницы также составляло 225 человек.
По данным 1933 года село Бегуницы являлось административным центром Бегуницкого сельсовета Волосовского района, в который входили 12 населённых пунктов: деревни Брызгово, Гамонтово, Голубовицы, Ламмия, Марково, Негодицы, Сиковицы, Старые Бегуницы, село Бегуницы, посёлок Кайкино, выселки Голубовицы и Гомонтово, общей численностью населения 1900 человек.
По данным 1936 года в состав Бегуницкого сельсовета входили 12 населённых пунктов, 426 хозяйств и 12 колхозов.

План села Бегуницы. 1938 год

Согласно топографической карте 1938 года село Бегуницы насчитывало 44 крестьянских двора, в селе находились: почта, сельсовет, машинно-тракторная станция, церковь и больница.
Село было освобождено от немецко-фашистских оккупантов 28 января 1944 года.
С 1963 года в составе Кингисеппского района.
С 1965 года вновь в составе Волосовского района. В 1965 году население села Бегуницы составляло 784 человека.
По данным 1966 и 1973 годов деревня Бегуницы также находилась в составе Бегуницкого сельсовета и являлась его административным центром, в деревне располагалась центральная усадьба совхоза «Гомонтово». В 1973 году открылось Бегуницкое СПТУ.

## География
Деревня расположена в северной части района на автодороге А180 (E 20) (Санкт-Петербург — Ивангород — граница с Эстонией) «Нарва» в месте пересечения её автодорогой 41К-014 (Волосово — Керново).
Расстояние до районного центра — 25 км.
Расстояние до ближайшей железнодорожной станции Волосово — 20 км.

## Демография
| 1838  | 1848  | 1862  | 1885  | 1928  | 1965  | 1990  |
| ----- | ----- | ----- | ----- | ----- | ----- | ----- |
| 143   | ↘129  | ↘44   | ↗60   | ↗225  | ↗784  | ↗3392 |
| 1997  | 2002  | 2007  | 2010  | 2017  | 2021  |       |
| ↗3670 | ↘3576 | ↗3610 | ↗3702 | ↗4190 | ↘3546 |       |

По административным данным 1990 года деревня являлась административным центром Бегуницкого сельсовета в который входили 22 населённых пункта: деревни Бегуницы, Большие Лашковицы, Большое Тешково, Гомонтово, Зябицы, Ивановское, Кайкино, Карстолово, Кирова, Коростовицы, Красное Брызгово, Лашковицы, Малое Тешково, Марково, Местаново, Радицы, Рукулицы, Русское Брызгово, Синковицы, Старые Бегуницы, Теглицы, Томорово, общей численностью населения 4128 человек.

### Национальный состав
Согласно данным Всероссийской переписи населения 2021 года в деревне проживали 3546 человек, из них:
 русские — 3396, азербайджанцы — 38, армяне — 14, украинцы — 11, белорусы — 10, татары — 8, молдаване — 5, финны — 4, чуваши — 4, грузины — 2, немцы — 2, таджики — 2, туркмены — 2, вепсы — 1, евреи — 1, ижорцы — 1, лезгины — 1, персы — 1, узбеки — 1, другие национальности — 19 человек, остальные национальность не указали.

## Инфраструктура
В основном деревня застроена пятиэтажными домами.

## Предприятия и организации
- Дом культуры
- Средняя общеобразовательная школа
- Бегуницкий агротехнологический техникум № 42
- Детский сад № 12 комбинированного вида
- Школа искусств
- Комбинат «Хлебная усадьба»
- ЗАО «Племзавод „Гомонтово“»
- Шиномонтаж
- Лакокрасочный цех (Промблок)
- Кафе «Бистро»
- Кафе «Уютный Дворик»
- Врачебная амбулатория
- Магазин «Нурлан»
- Магазин «Ам-Ам»
- Магазин «Великолукский мясокомбинат»
- Магазин «Муравей»
- Магазин «Цветы»
- Магазин «Удачный»
- Магазин «Славянка»
- Универсальный магазин
- Магазин «Елена» (24 часа)
- Магазин «Автозапчасти»
- Салон красоты «Орхидея»
- Торгово-ярморочный комплекс «Арсоль»
- Салон красоты «Mari»
- Супермаркет «Магнит»
- Супермаркет «Пятёрочка»
- Строительный магазин «Стройудача»

## Транспорт
| №    | Конечная остановка 1            | Конечная остановка 2 | Примечания |
| ---- | ------------------------------- | -------------------- | --- |
| 33   | Волосово, автостанция           | Кирово               | Маршрут Волосовского района |
| 33А  | Волосово, автостанция           | Бегуницы             | Маршрут Волосовского района |
| 69   | Кингисепп, автостанция          | Бегуницы             | Маршрут Кингисеппского района |
| 487  | Кировский завод                 | Зимитицы             | Социальный автобусный маршрут города Санкт-Петербурга. Оплата наличными не принимается, возможна активация отложенного пополнения карты «Подорожник» |
| 841  | Усть-Луга, микрорайон «Ленрыба» | Ленинский проспект   | Маршрут Кингисеппского района |
| 842  | Кингисепп, автостанция          | Ленинский проспект   | Маршрут Кингисеппского района |
| 842  | Ивангород, автостанция          | Автовокзал № 2       | Маршрут Кингисеппского района |
| 851  | Сланцы, улица Кирова            | Ленинский проспект   | Маршрут Сланцевского района |
| 851Д | Сланцы, автостанция             | Девяткино            | Маршрут Сланцевского района, работает по будням |

## Достопримечательности
- Каменная церковь Архистратига Михаила. Строительство храма было начато на месте сгоревшей в 1800 году деревянной церкви во имя пророка Илии. Однако работы, проводившиеся на средства генерал-майора Александра Ивановича Рамбурга и прихожан, растянулись на несколько лет и застопорились во время Отечественной войны 1812 года. Имеются сведения, что, посетив проездом Бегуницы, император Александр I выразил желание окончить строительство этого храма и лично внёс пожертвование[44]. В 1892 году при церкви вместо деревянной была построена новая каменная колокольня по проекту архитектора В. И. Фиделли. В 1930-х годах церковь была закрыта и в дальнейшем использовалась как сельский клуб, мастерские. С 1996 года здание отдано в пользование, а в 2003 году — в собственность Русской православной церкви.
Церковь была вновь освящена в честь Архистратига Михаила после передачи от совхоза, по причине того, что от старых икон, бывших здесь, осталось только частица — голова главного из ангелов. Имеется придел в честь святого Благоверного князя Александра Невского. С мая 2012 года и по настоящее время (2014 год) в храме проводятся ремонтные работы[45]. Восстановление производится за счёт пожертвований (В. А. Густова, А. В. Густова, руководства ЗАО «Гомонтово», администрации поселения и других)[46].
- Восстановленная на старом кладбище могила отца Василия (исповедника) — похоронен в начале 1941 года. Василий Изотов проповедовал Евангелие (подарено расстр. митрп. Вениамином — Петроградским) в Ленинградской области.
- Близ деревни находится курганно-жальничный могильник XI—XIV веков[47].

## Фото

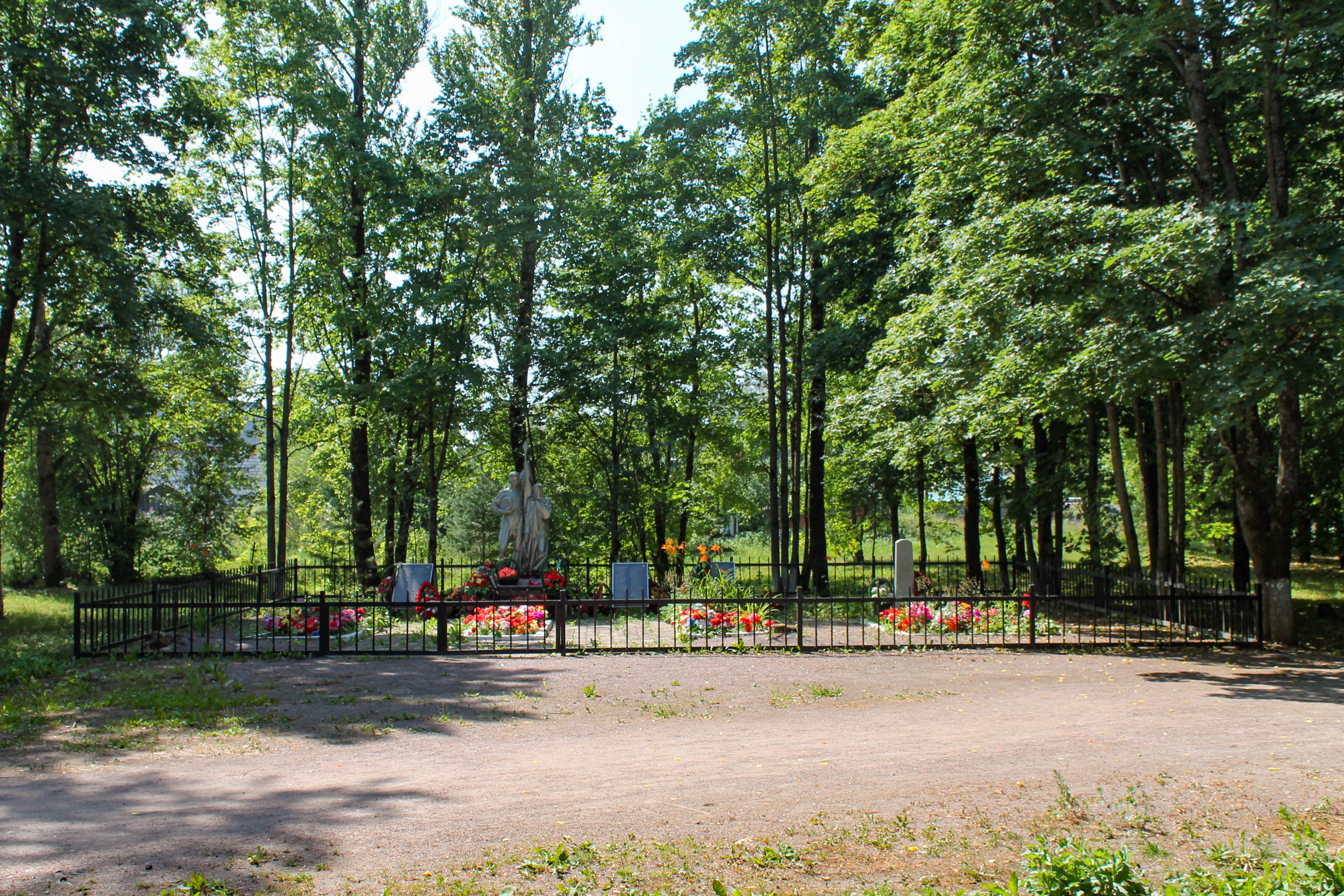
Братское воинское кладбище в Бегуницах
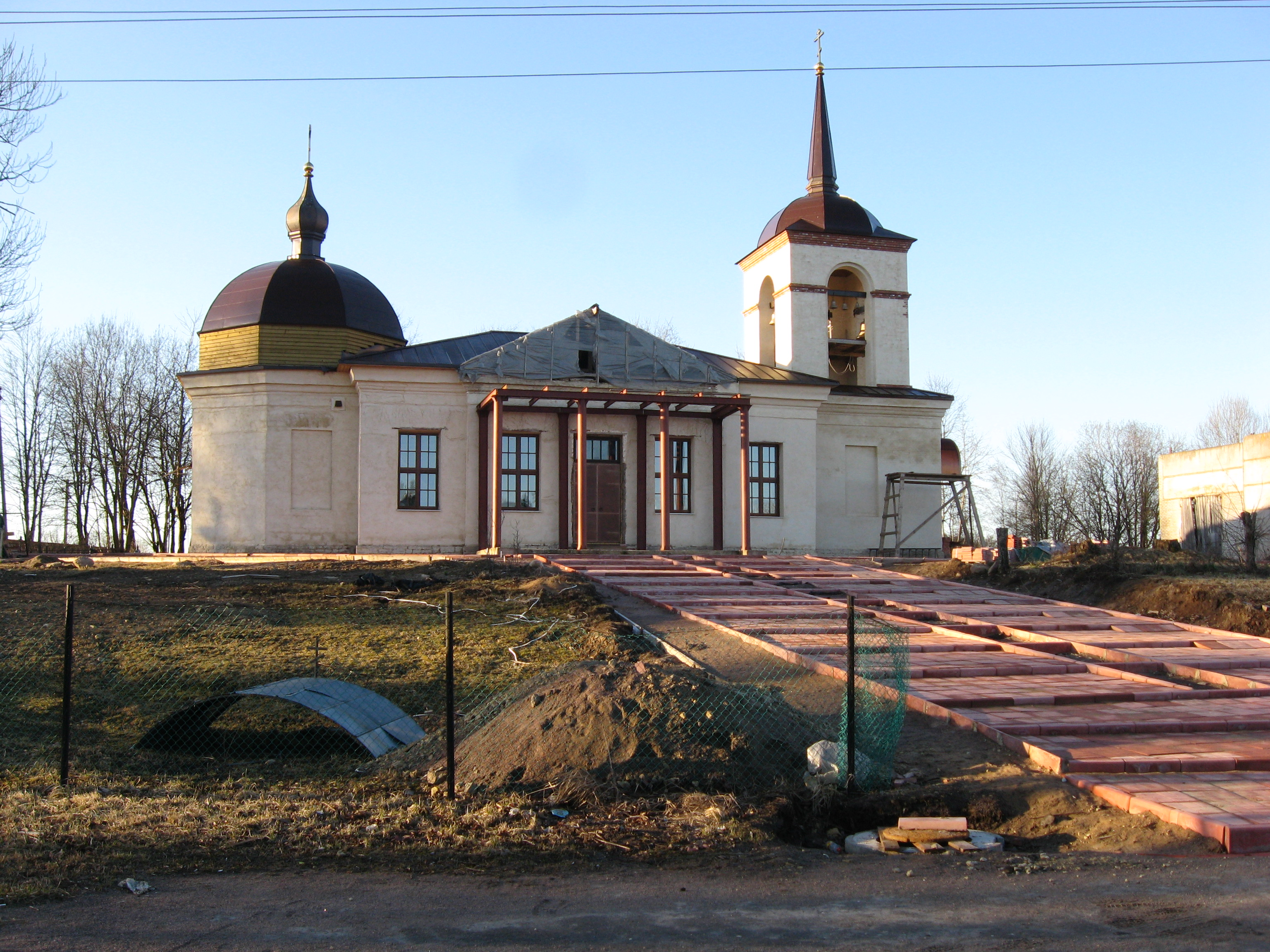
Церковь Архистратига Михаила, 2014 год

## Известные уроженцы
- Каммари, Михаил Давидович (1898—1965) — советский учёный-философ, профессор (1935), член-корреспондент Академии наук СССР (1953), главный редактор журнала «Вопросы философии» (1954—1959)[48].
- Завьялова, Ольга Викторовна (1972) — российская лыжница, двукратная чемпионка мира.

## Улицы
Гаражная, Дачная, Дорожная, Матвеевка, Пионерская, Пятницкая, Солнечная, Сосновая.